# 2021年10月

## 10月1日
- 因2019冠状病毒病疫情延期一年举行的2020年世界博览会在迪拜开幕。[1]
- 澳大利亚宣布承认Coronavac和Covishield两种新冠疫苗。[2]
- 马马迪·敦布亚宣誓就任幾內亞臨時總統。[3]

## 10月2日
- 2021年卡塔爾大選進行投票。[4]
- 菲律賓總統罗德里戈·杜特尔特宣佈他將不會在2022年角逐副總統一職。[5]

## 10月3日
- 全球最长的海底电力电缆（英语：Submarine power cable）连接线路（英语：Interconnector）北海连接线正式开机输电。该电缆连接挪威克尔维达发电厂和英国诺森伯兰郡布莱斯，总输电量达1400兆瓦，预计为140万户居民提供电力。[6]
- 气旋沙欣（英语：Cyclones Gulab and Shaheen）在伊朗恰巴哈爾和阿曼马斯喀特两地造成9人死亡。[7]
- 一架皮拉图斯PC-12飞机（英语：Pilatus PC-12）撞入意大利伦巴第大区圣多纳托米拉内塞一栋空房子，机上8人遇难。[8]
- 国际调查记者同盟公开绰号潘多拉文件的1190万份文件，揭露330位政治人物（含35国元首）、130位亿万富翁及2.7万家公司的2.9万名受益人的隐匿财富、逃税及洗钱行为，是有史以来被泄数量最多的离岸金融文件，数量为巴拿马文件两倍。[9][10]受影響的人包括香港前特首梁振英、董建華及阿里巴巴集團第二大股東蔡崇信。[11]
- 香港第二大联合工会组织香港職工會聯盟宣布解散。[12]

## 10月4日
- 岸田文雄接替菅义伟当选第100任日本首相。[13]
- 戴维·朱利叶斯与阿登·帕塔普蒂安因发现温度和触觉的受体，获得诺贝尔生理学或医学奖。[14]
- Facebook、Instagram、Whatsapp及Messenger出現故障達6小時。
- 刚果民主共和国西北部蒙加拉省刚果河段发生沉船事故，造成至少60人死亡。[15]

## 10月5日
- 微软正式推出Windows 11，为Microsoft Windows的最新版本。[16]
- 真鍋淑郎、克劳斯·哈塞尔曼和喬治·帕里西获得诺贝尔物理学奖。[17]
- 羅馬尼亞議會通過自由派總理弗洛林-瓦西里·克楚政府的不信任投票案。[18]
- 獨立調查委員會發現法國天主教神職人員涉嫌在1950年至2020年間性侵約216,000名未成年人。
- 俄羅斯導演克里姆·斯彭科和演員尤利婭·別列希爾德搭乘聯盟MS-19前往國際太空站拍攝電影《挑戰》。[19]

## 10月6日
- 本亚明·利斯特与戴维·麦克米伦因不对称有机催化的发展而获得诺贝尔化学奖。[20]
- 2021年度香港行政長官施政報告發表，为林鄭月娥任内最后一份施政報告。[21]

## 10月7日
- 巴基斯坦俾路支斯坦发生MW 5.9级地震，导致至少23人死亡和300人受伤。[22]
- 日本千叶县西北部发生Mj 6.1级地震，导致至少5人受伤。[23][24]此次地震是自2011年日本东北地方太平洋近海地震发生以来，东京都23区首次观测到震度5强的地震。[25]
- 坦桑尼亚作家阿卜杜勒-拉扎克·古尔纳获得诺贝尔文学奖。[26]
- 波蘭憲法法庭裁定波蘭法律可以凌駕歐盟法律。欧盟委员会同日發表聲明，表示歐盟法律高於成員國法律，欧洲法院的判決對所有成員國有約束力。[27][28][29]
- 反印度武装团体“抵抗阵线”（The Resistance Front）枪杀两名教师，印度官员称，自今年以来已有28位克什米尔地区的平民遭反印度武装分子杀害。[30]据了解，“抵抗阵线”由恐怖组织虔誠軍的核心人员成立。[31]
- 維基媒體基金會二度申請成為世界知識產權組織正式觀察員，被中華人民共和國再次投票反對，指旗下網站「維基百科」含有違反一個中國原則的內容。[32]

## 10月8日
- 2021年捷克立法选举開始投票。[33]
- 俄罗斯反对派报纸《新报》总编德米特里·穆拉托夫与菲律宾反对派新闻网站Rappler创办人玛丽亚·雷沙获得诺贝尔和平奖。[34]
- 阿富汗昆都士一間清真寺遭到自殺式炸彈襲擊，造成至少50人喪生。[35]
- 香港受熱帶氣旋獅子山和東北季候風共同影響，香港天文台於上午11時45分發出黑色暴雨警告信號，是自2016年颱風莎莉嘉以來再度於10月發出黑色暴雨警告。早上10時許三號強風信號和黃色暴雨警告生效期間，跑馬地樂活道發生棚架倒塌意外，比華利山F座外牆的巨型棚架被強風吹襲倒塌，有兩輛駛經該處的汽車被棚架壓住，消防員接報趕至並救出兩名被困司機，兩人受傷但其中一人拒絕送院。另外，有7名工人於該處工作，在意外後一度失聯，後證實其中5名工人自行疏散至安全地方，消防員接近中午才救出兩名失聯工人，其中一名55歲女工人於棚架倒塌後重傷昏迷，送往醫院後證實不治，該意外最終造成1死2傷。[36] 全港市民質疑天文台過遲發出足以停工停課的黑色暴雨警告。但事實上天文台於10月8日凌晨至早上初段，香港各區的每小時雨量均未達到70毫米(足已發出黑色暴雨警告)，情況直到上午11時左右才急劇惡化。[37]而全日累計總雨量達329.7毫米，為歷來10月最高日雨量紀錄及歷來第8高日雨量紀錄。

## 10月9日
- 1979年伊朗革命后的首任伊朗总统阿布-哈桑·巴尼萨德尔在法国巴黎病逝，享年88岁。[38]
- 黎巴嫩由於燃料短缺，陷入全國大停電。[39]
- 由于受到司法机关的腐败指控，奥地利总理塞巴斯蒂安·库尔茨宣布辞职。[40]
- 香港天文台於凌晨4時40分突然宣佈預計在早上6時40分或之前發出八號烈風或暴風信號，被批評預測失誤。而於發出八號信號後，天文台最少五度推遲考慮改發三號信號，被批評舉棋不定。天文台解釋是因為熱帶風暴獅子山減弱速度較預期慢，風勢亦沒預期減弱得快，而且獅子山的環流相對較廣闊，加上中國東南部受東北季候風影響，在這兩個天氣系統的共同影響下，令香港出現持續大風的情況，同時獅子山的外圍雨帶亦持續影響廣東沿岸，帶動境內風勢，故考慮改發較低信號的時間一再推遲[41][42]。

## 10月10日
- 2021年伊拉克議會選舉進行投票。[43]
- 一架Let L-410運輸機在俄羅斯鞑靼斯坦共和国墜毀，造成至少16人喪生。[44]
- 在俄羅斯西南部發生的假酒中毒事件已造成至少34人喪生，當局在搜獲的假酒中發現甲醇。[45]

## 10月11日
- 2020年联合国生物多样性大会第一阶段会议在中国云南省昆明市开幕[46]。
- 戴维·卡德、约书亚·安格里斯特和吉多·因本斯获得诺贝尔经济学奖。[47]
- 在因為貪腐醜聞辭職後，奧地利外交部部長亚历山大·沙倫貝格接任總理職務[48]。
- 一輛載有51人的通勤大巴車於10月11日在河北平山縣滹沱河王母橋落水，造成14人遇難[49]。

## 10月12日
- 國際法院對索马里和肯尼亚的海上邊界爭議作出大致上有利索馬里的裁決。肯尼亞總統表示不接受國際法院的裁決。[50]

## 10月13日
- 挪威孔斯贝格镇发生弓箭袭击事件，导致5人死亡，2人受伤，嫌疑男子已被逮捕。[51][52]
- 曾主演《星際爭霸戰》的美國演員威廉·夏特纳乘坐藍色起源新雪帕德火箭進入太空，成為年紀最大的太空人。[53]
- 春雪食品正式登陆上海证券交易所，成为山东省的第四只“鸡肉概念股”。[54]

## 10月14日
- 台湾高雄城中城大楼当天凌晨突发大火，造成46人死亡，41人受傷。[55]
- 挪威工黨領袖約納斯·加爾·斯特勒正式出任首相職務，並與中間黨組成聯合政府[56]。
- 黎巴嫩首都贝鲁特要求罢免2020年贝鲁特爆炸事故主审法官的抗议活动爆发枪击事件，6人死亡，32人受伤[57]。
- 领英宣布年内关闭中国版服务，改为无社交功能的纯招聘平台InJobs[58]。
- 韩国最高法院大法院对N号房事件作出终审裁决，驳回主犯赵主彬二审上诉，判处有期徒刑42年，追缴违法孳息逾1亿韩元[59]。

## 10月15日
- 中国航天员翟志刚、王亚平、叶光富乘坐的神舟十三号载人飞船在长征二号F遥十三运载火箭的搭载下于酒泉卫星发射中心成功发射，将前往中国空间站。[60]
- 阿富汗坎大哈一間清真寺遭到自殺式炸彈襲擊，造成至少65人喪生。[61]
- 英国下议院议员戴维·阿梅斯在所属的西绍森德选区一座循道宗教堂会晤选民时，被人用匕首刺死。[62]
- 在義大利航空因為管理不善結束營運後，經過重組的義大利國有航空公司ITA義大利航空開始營運[63]。

## 10月16日
- 美国国家航空航天局太空船露西號從佛羅里達州的卡纳维拉尔角太空军基地成功發射升空，它將探測木星特洛伊小行星。[64]

## 10月17日
- 2021年佛得角總統選舉進行投票。[65]
- 俄羅斯《Dota 2》電子競技團隊Team Spirit擊敗LGD電子競技俱樂部，贏得2021年Dota 2國際邀請賽冠軍[66]。

## 10月18日
- 2022年冬季奧林匹克運動會火炬接力在雅典希腊正式启动。[67]

## 10月19日
- 美國媒體報導，紐約有外科醫生把經基因改造的豬的腎臟移植到一名腦死的人的體外，在兩日多的觀察期內該器官發揮正常功能及未出現排斥反應。此事例尚未經過同行評審。[68]

## 10月20日
- 聯合國環境規劃署發表《2021生產差距報告》，表示世界各國政府計劃在2030年生產的化石燃料數量較實現限制氣溫上升不多於1.5攝氏度所要求的水平超出約110%。[69]
- 歐洲議會宣布將2021年獎頒發給俄羅斯反對派領袖[70]。
- 巴巴多斯議會選出巴巴多斯總督桑德拉·梅森為候任巴巴多斯總統，將於11月30日宣誓就任[71]。

## 10月21日
- 韓國在罗老宇宙中心發射自主研發的世界号运载火箭，由於第三級發動機提前停止工作，導致搭載的一枚衛星未能進入預定軌道。[72]
- 敘利亞司法部發出聲明，表示已處決24名被指於2020年在3個省縱火引發山火的人，另有11人被判終身苦役。[73]
- 美國演員艾力·寶雲在美國新墨西哥州拍攝電影《魯斯特》期間持道具槍擊中兩名工作人員，造成一死一傷。[74]
- 美国总统乔·拜登在由CNN于巴尔的摩举行的巿民大会表态将会协防台湾[75]，白宫发言人珍·莎琪随后则表示“美国对台湾的政策没有改变”。[76]
- 加拿大華裔鋼琴家劉曉禹在波蘭首都華沙的蕭邦國際鋼琴比賽贏得首獎[77]。

## 10月23日
- 2021年臺中市第二選舉區立法委員陳柏惟罷免案投票舉行，陳柏惟被正式罷免。[78]
- 第十三届全国人民代表大会常务委员会第三十一次会议决定授权国务院在部分地区开展房产税改革试点工作[79]。
- 美国、德国、加拿大、丹麦、芬兰、法国、荷兰、新西兰、挪威和瑞典10国的驻土耳其大使一齐向土耳其政府施压，要求释放慈善家奥斯曼·卡瓦拉，随后埃尔多安宣布将上述10国大使列为“不受歡迎人物”[80]。

## 10月24日
- 2021年烏茲別克斯坦總統選舉進行投票。[81]
- 台灣宜蘭縣發生芮氏6.5級地震，震源深度66.8公里。[82]
- 日本北九州市綜合體育館舉行2021年世界競技體操錦標賽，中國代表團贏得最多面金牌[83]。
- 法國摩托車車手法比奧·夸特拉羅在2021年世界摩托車錦標賽提前贏得冠軍[84]。

## 10月25日
- 苏丹軍方發動政變，總理阿卜杜拉·哈姆杜克被軟禁。[85]
- 索馬里政府軍與武裝組織先知的信徒於過去3天在加勒穆杜格的戰鬥據報已造成至少120人喪生。[86]
- 中国中央电视台奥林匹克频道正式开播。
- 美國天文學家發現第一顆銀河系外行星跡象。[87]

## 10月26日
- 日本秋篠宮文仁親王的長女真子結婚。[88]
- 韩国民主化以来首位民选总统卢泰愚因病去世，终年88岁。[89]
- 波兰政府宣佈計劃將軍隊人數從11萬人增至25萬人，計劃仍需得到議會和總統批准。[90]

## 10月27日
- 中華民國總統蔡英文在接受美國CNN採訪時首次承認駐台美軍存在。[91]
- 美國商業雜誌宣布特斯拉執行長伊隆·馬斯克成為該雜誌統計史上最富有的人[92]。

## 10月28日
- 为因应元宇宙概念上的业务发展，美国互联网公司巨头Facebook创始人马克·扎克伯格宣布将公司名变更为Meta[93]。

## 10月29日
- 马来西亚财政部长东姑扎夫鲁提呈2022年马来西亚联邦财政预算案到马来西亚国会下议院。2022年马来西亚财政预算为3351亿令吉，为史上最大财政预算[94]
- 東加報告首例2019冠狀病毒病確診病例。[95]
- 第25太陽週期內第二次太陽耀斑爆發，其所產生的日冕物質拋射預計在30日或31日掠過地球，產生明亮的極光，干擾衛星通訊。[96]
- 前緬甸國務資政昂山素季副手溫廷犯煽动叛乱罪，被處以20年監禁。[97]

## 10月30日
- 2021年二十國集團羅馬峰會在意大利羅馬開幕。[98]

## 10月31日
- 第49屆日本眾議院議員總選舉進行投票。[99]
- 日本一男子在东京京王线地铁列车内袭击乘客，造成至少10人受伤，1人重伤。[100]受事件影响，杜鵑丘站至飛田給站区间停运。[101]
- 2021年聯合國氣候變化大會在蘇格蘭格拉斯哥召開。[102]
- 由於馬其頓社會民主聯盟在市長級選舉中失利，佐蘭·薩耶夫宣布辭去北馬其頓總理職務[103]。